# Szarvascsőrűmadár-félék

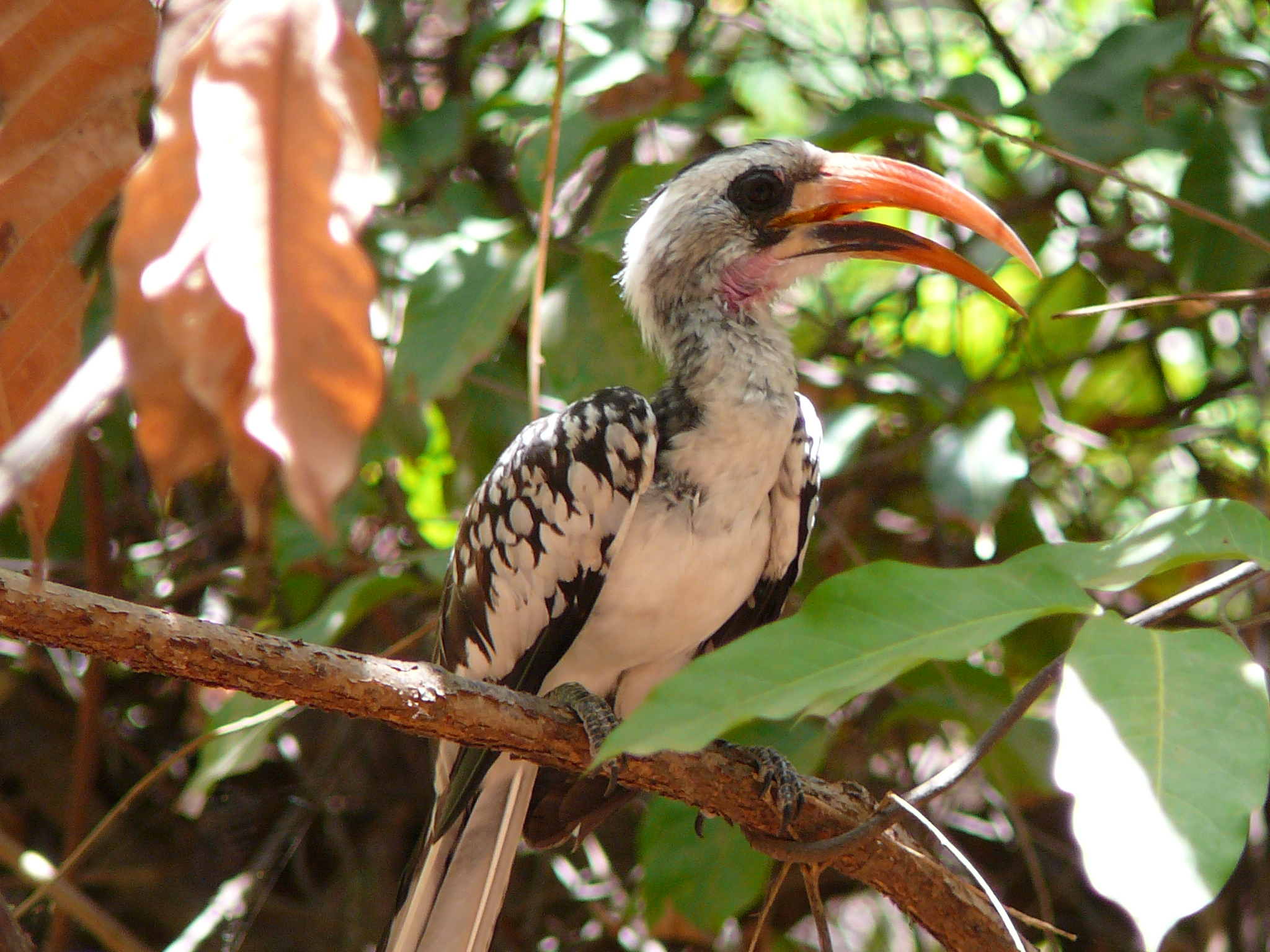
piroscsőrű tokó (Tockus erythrorhynchus)

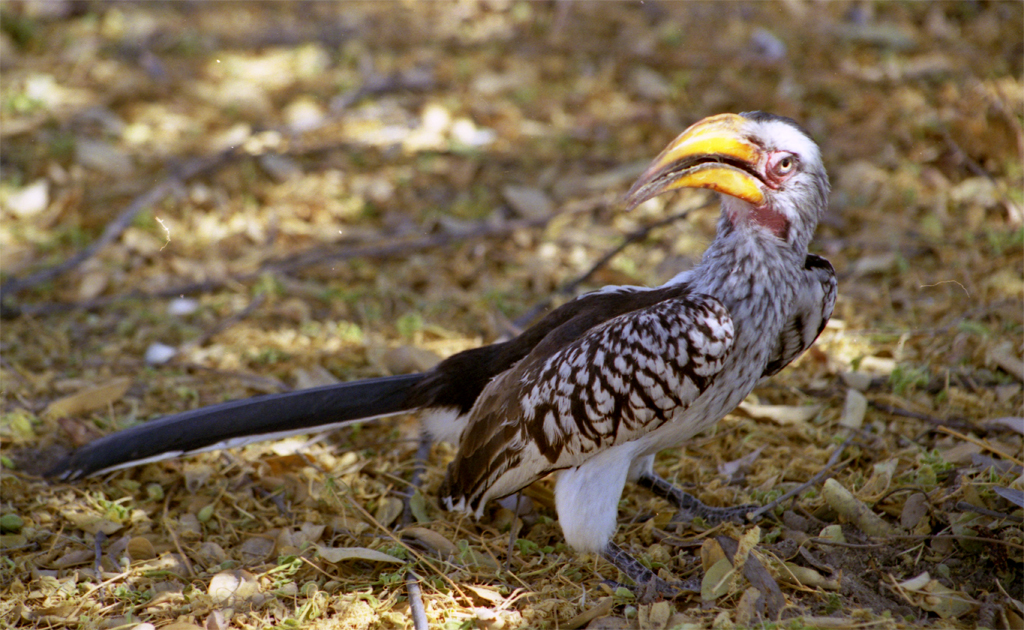
déli sárgacsőrű tokó (Tockus leucomelas)

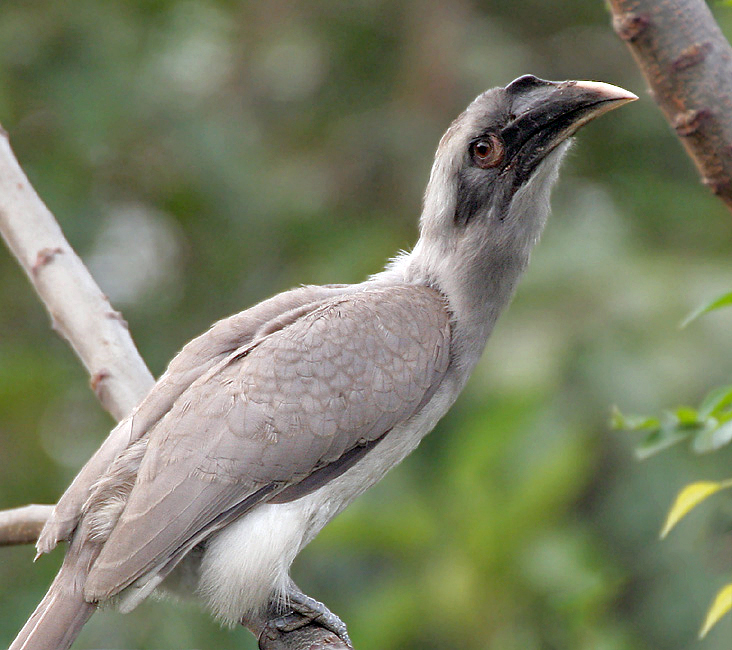
indiai szürketokó (Ocyceros birostris)

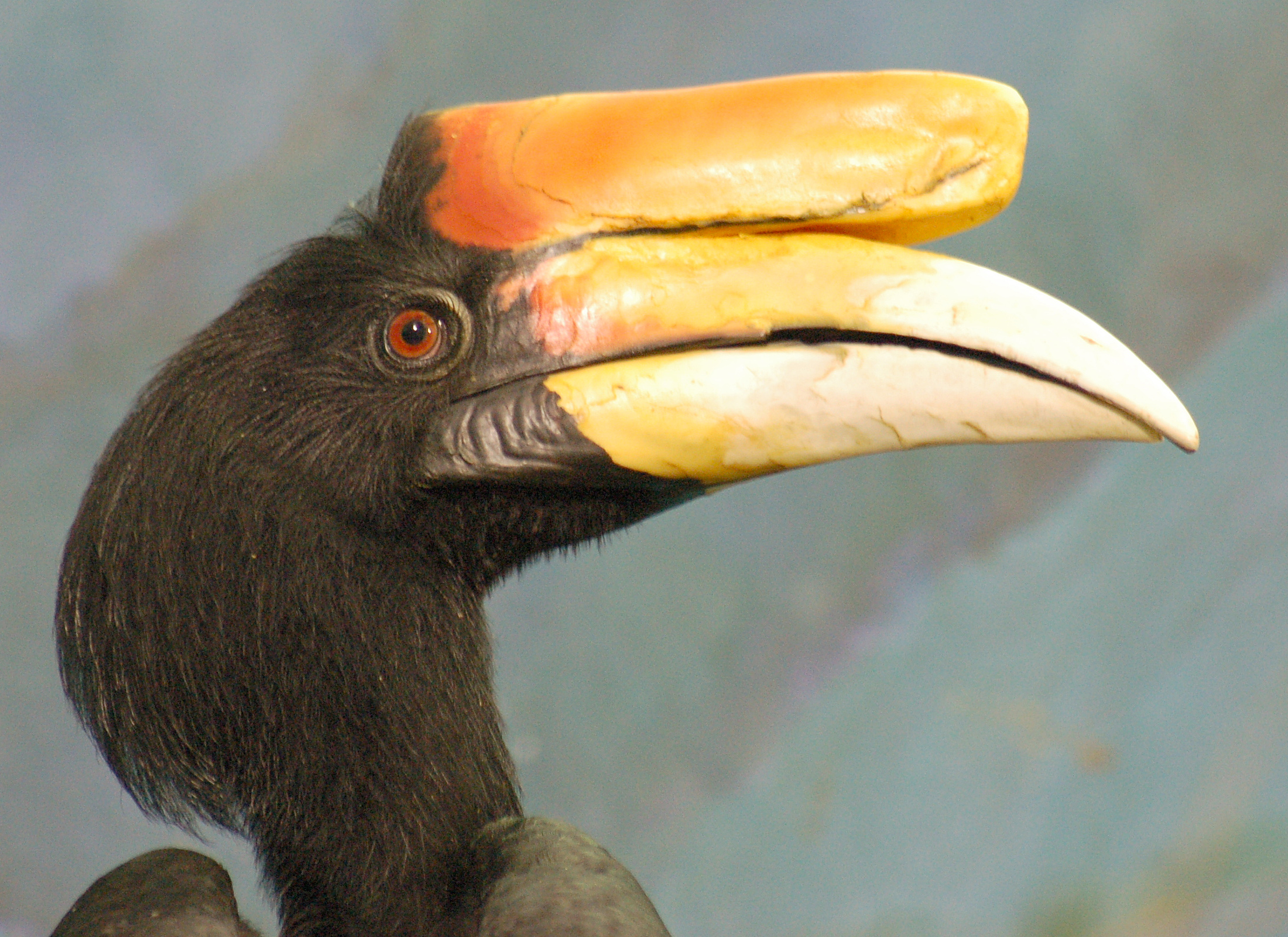
orrszarvú madár (Buceros rhinoceros)

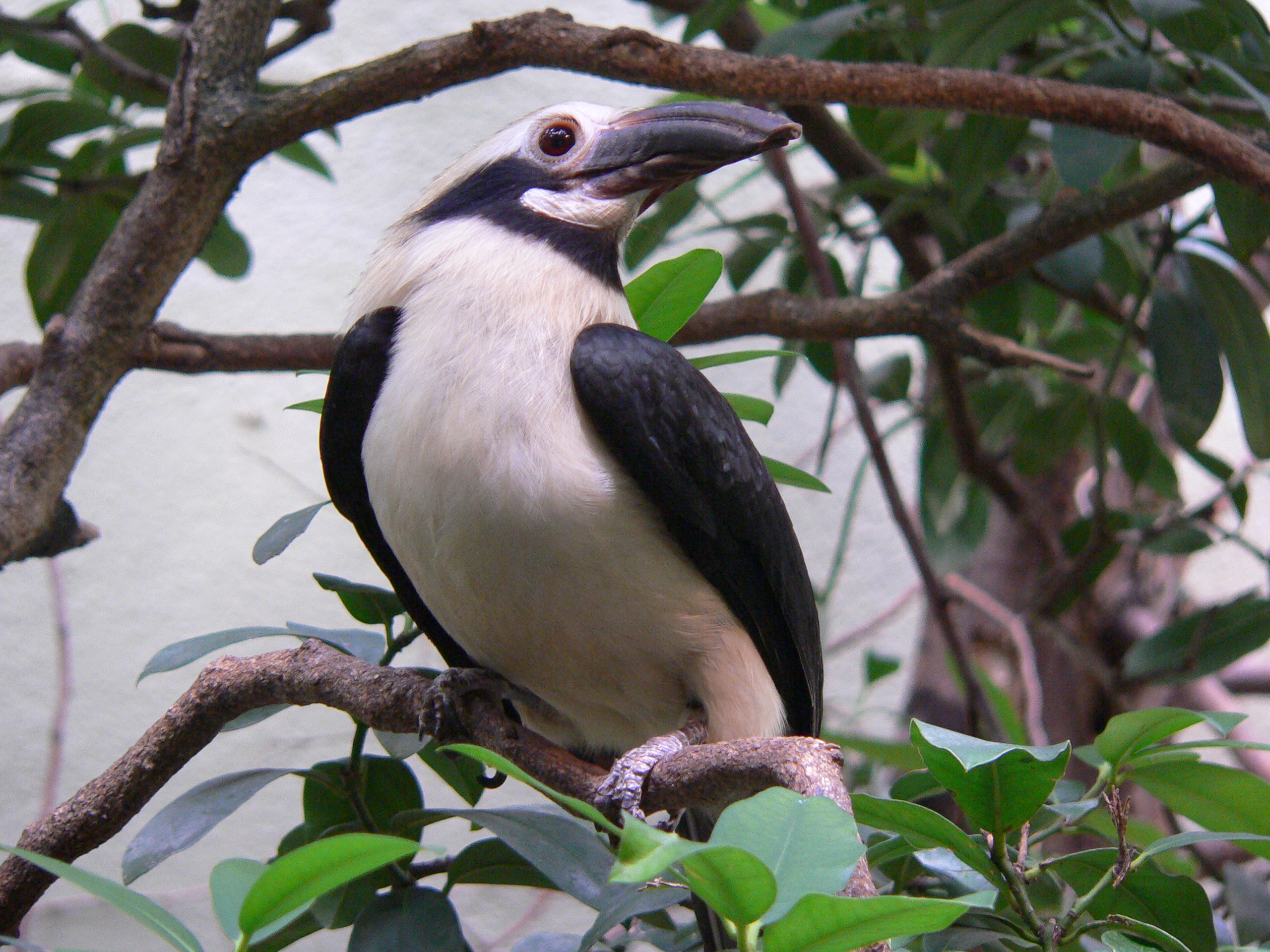
luzoni szarvascsőrű (Penelopides manillae)

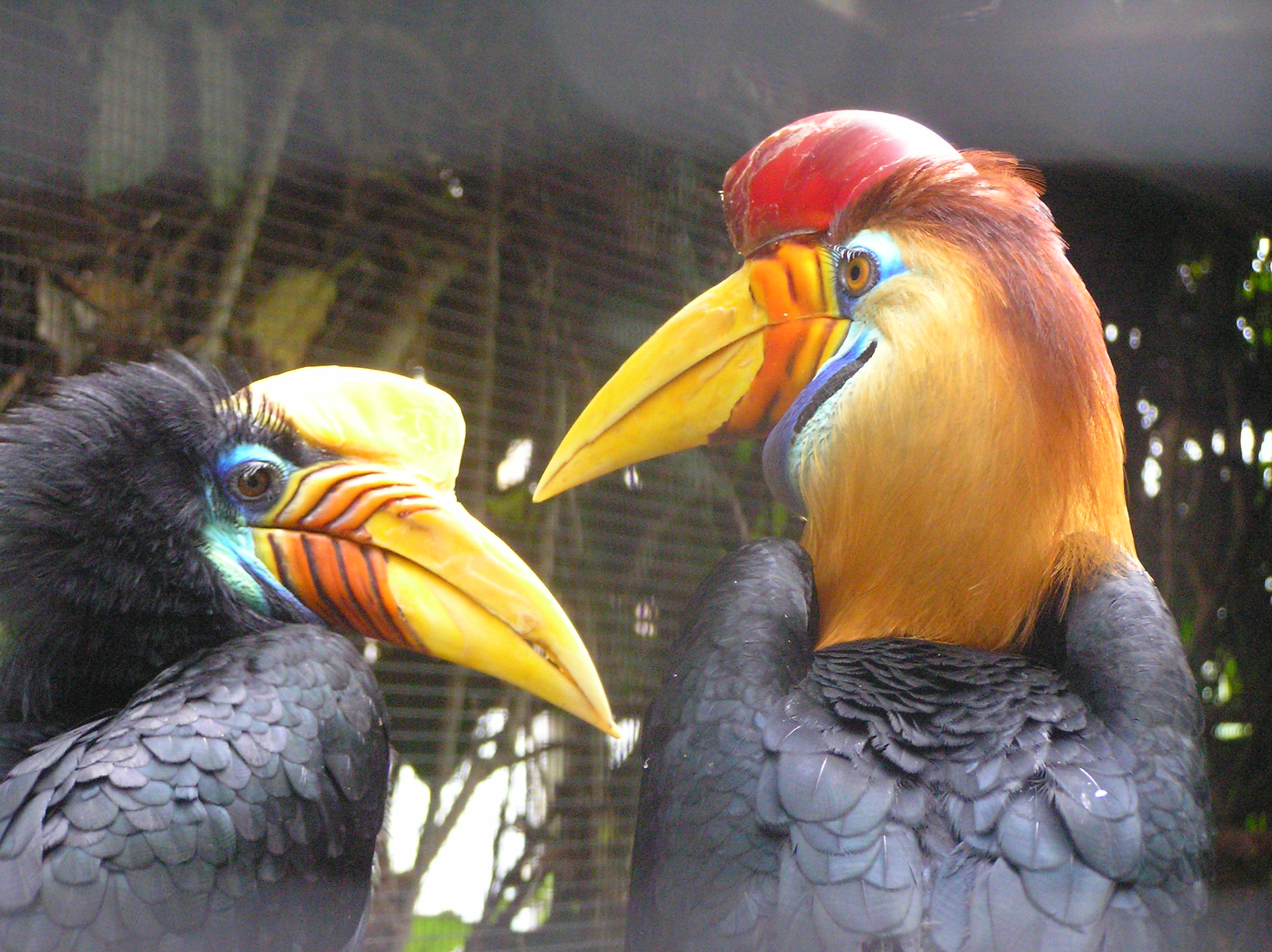
sisakos goge (Aceros cassidix)

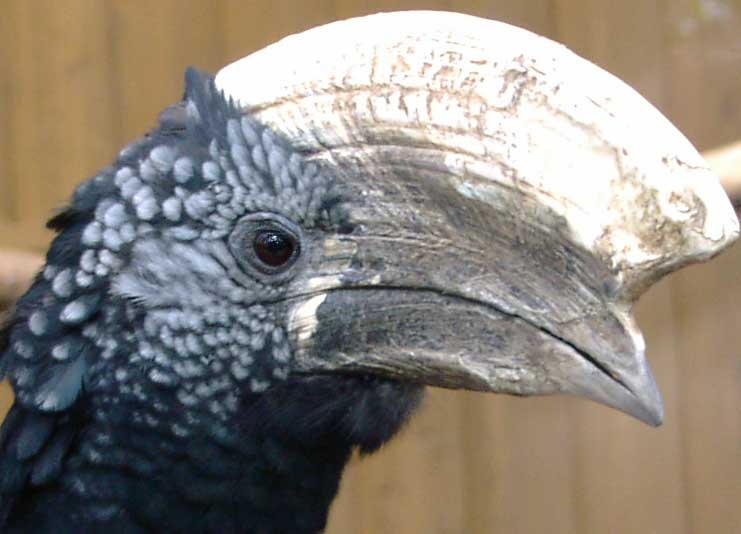
ezüstös orrszarvúmadár (Ceratogymna brevis)

A szarvascsőrűmadár-félék vagy orrszarvúmadár-félék (Bucerotidae) a madarak osztályába és a szarvascsőrűmadár-alakúak (Bucerotiformes) rendjébe  tartozó család.

## Előfordulásuk
Afrika, a trópusi Ázsia és Új-Guinea szubtrópusi-trópusi erdeinek és ligetes sztyeppjeinek lakói (a legtöbb fajuk Elő- és Hátsó-Indiában).

## Megjelenésük
Megjelenésük a tukánokra emlékeztet, de azoknak nem rokonai.
Nagy termetű, túlnyomórészt fekete-fehér tollazatú madarak. Akár a szalakótaalakúaké, az ő első három lábujjuk is részben összenőtt. Csőrük nagy és ívelt, rajta könnyű, üreges, vékony belső csontgerenda-hálózattal merevített, szarvszerű szaruképződmény nő.

## Életmódjuk
Gyümölcsökkel, rovarokkal, csigákkal, gyíkokkal táplálkoznak.

## Szaporodásuk
Monogámok. Faodvakban költenek, és a hím egy kis nyíláson át eteti a költés idejére sárral befalazott tojót. A nagyobb fajok általában két, a kisebbek négy-öt tojást raknak; a kotlás ideje mintegy 3 nap. Miután a fiókák kikeltek, a nőstény elhagyja az odút, és a következő 3–4 hónapban a szülők együtt etetik a fiókákat, amíg azok ki nem repülnek.

## Rendszerezés
Régebbi rendszertanok a családot a szalakótaalakúak (Coraciiformes) rendjébe sorolják.
A családba az alábbi nemek és fajok tartoznak:
- Lophoceros – 7 faj
  - törpetokó (Lophoceros camurus)
  - koronás tokó (Lophoceros alboterminatus)
  - Bradfield-tokó (Lophoceros bradfieldi)
  - guineai tokó (Lophoceros fasciatus)
  - Hemprich-tokó (Lophoceros hemprichii)
  - szürke tokó (Lophoceros nasutus)
  - Lophoceros pallidirostris

- Tockus  – 10 faj
  - sárgacsőrű tokó (Tockus flavirostris)
  - déli sárgacsőrű tokó (Tockus leucomelas)
  - Jackson-tokó (Tockus jacksoni)
  - Van der Decken-tokó (Tockus deckeni)
  - namíbiai tokó vagy Monteir-tokó (Tockus monteiri)
  - Tockus damarensis
  - Tockus rufirostris
  - piroscsőrű tokó vagy vöröscsőrű tokó (Tockus erythrorhynchus)
  - Tockus kempi
  - Tockus ruahae

- Berenicornis – 1 faj
  - üstökös szarvascsőrű (Berenicornis comatus)

- Horizocerus – 2 faj
  - fényesszárnyú tokó (Horizocerus hartlaubi[1] vagy Tockus hartlaubi)[2]
  - parókás tokó (Horizocerus albocristatus)  más néven (Tockus albocristatus)

- Ceratogymna  (Bonaparte, 1854) – 2 faj
  - feketesisakos szarvascsőrű (Ceratogymna atrata)
  - buzogányfejű szarvascsőrű vagy sárgasisakos szarvascsőrű (Ceratogymna elata)

- Bycanistes Cabanis & Heine, 1860 – 6 faj
  - ezüstös orrszarvúmadár (Bycanistes brevis)
  - szürkeképű szarvascsőrű (Bycanistes subcylindricus)
  - barnaarcú szarvascsőrű (Bycanistes cylindricus)
  - Bycanistes albotibialis[1]  vagy Bycanistes cylindricus albotibialis[2]
  - Bycanistes fistulator
  - trombitás szarvascsőrű (Bycanistes bucinator)

- Rhinoplax  – 1 faj
  - kalapácsfejű szarvascsőrűmadár (Rhinoplax vigil  vagy Buceros vigil)

- Buceros  (Linnaeus, 1758) – 3 faj
  - tűzvörös szarvascsőrű  vagy filippin szarvascsőrű (Buceros hydrocorax)
  - nagy szarvascsőrűmadár vagy homrai  (Buceros bicornis)
  - orrszarvú madár vagy kalao (Buceros rhinoceros)

- Anorrhinus  (Reichenbach, 1849)  – 3 faj
  - kontyos szarvascsőrű (Anorrhinus galeritus)
  - barna szarvascsőrű (Anorrhinus tickelli)
  - Anorrhinus austeni

- Ocyceros  (Hume, 1873) – 3 faj
  - indiai szürketokó (Ocyceros birostris)
  - malabári szürketokó (Ocyceros griseus)
  - ceyloni szürketokó (Ocyceros gingalensis)

- Anthracoceros  (Reichenbach, 1849) – 5 faj
  - maláj szarvascsőrű (Anthracoceros malayanus)
  - Sulu-szigeteki szarvascsőrű (Anthracoceros montani)
  - malabári szarvascsőrű (Anthracoceros coronatus)
  - keleti szarvascsőrű (Anthracoceros albirostris)
  - palawani szarvascsőrű (Anthracoceros marchei)

- Aceros  (Hodgson, 1844) – 5 faj 
  - vöröshasú szarvascsőrű (Aceros nipalensis)
  - ráncos szarvascsőrű (Aceros corrugatus)
  - vörösnyakú szarvascsőrű (Aceros waldeni)
  - sárganyakú szarvascsőrű (Aceros leucocephalus)
  - sisakos goge (Aceros cassidix)

- Rhyticeros (Reichenbach, 1849) – 5 faj 
  - goge vagy barázdás szarvascsőrű (Rhyticeros undulatus) vagy (Aceros undulatus)
  - andamáni szarvascsőrű (Rhyticeros narcondami) vagy (Aceros narcondami)
  - szumbai szarvascsőrű (Rhyticeros everetti) vagy (Aceros everetti)
  - sárgatorkú szarvascsőrűmadár (Rhyticeros subruficollis) vagy (Aceros subruficollis)
  - pápua szarvascsőrű (Rhyticeros plicatus) vagy (Aceros plicatus)

- Penelopides  (Reichenbach, 1849) – 6 faj
  - luzoni szarvascsőrű (Penelopides manillae)
  - mindorói szarvascsőrű (Penelopides mindorensis)
  - tariktik szarvascsőrű (Penelopides panini)
  - samari szarvascsőrű (Penelopides samarensis)
  - mindanaói szarvascsőrű (Penelopides affinis)
  - makasszári szarvascsőrű (Penelopides exarhatus)

## Képek

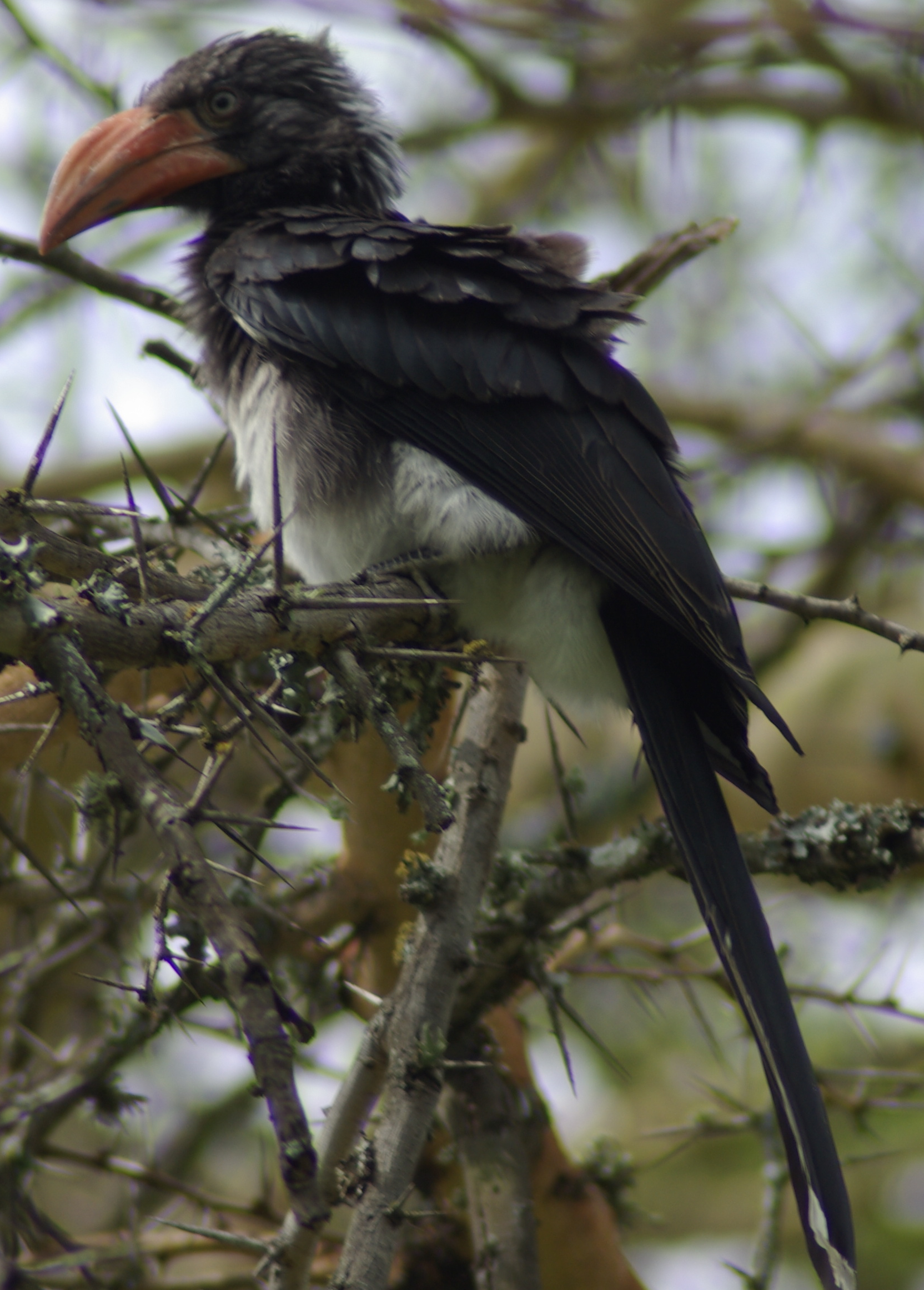
koronás tokó (Tockus alboterminatus)
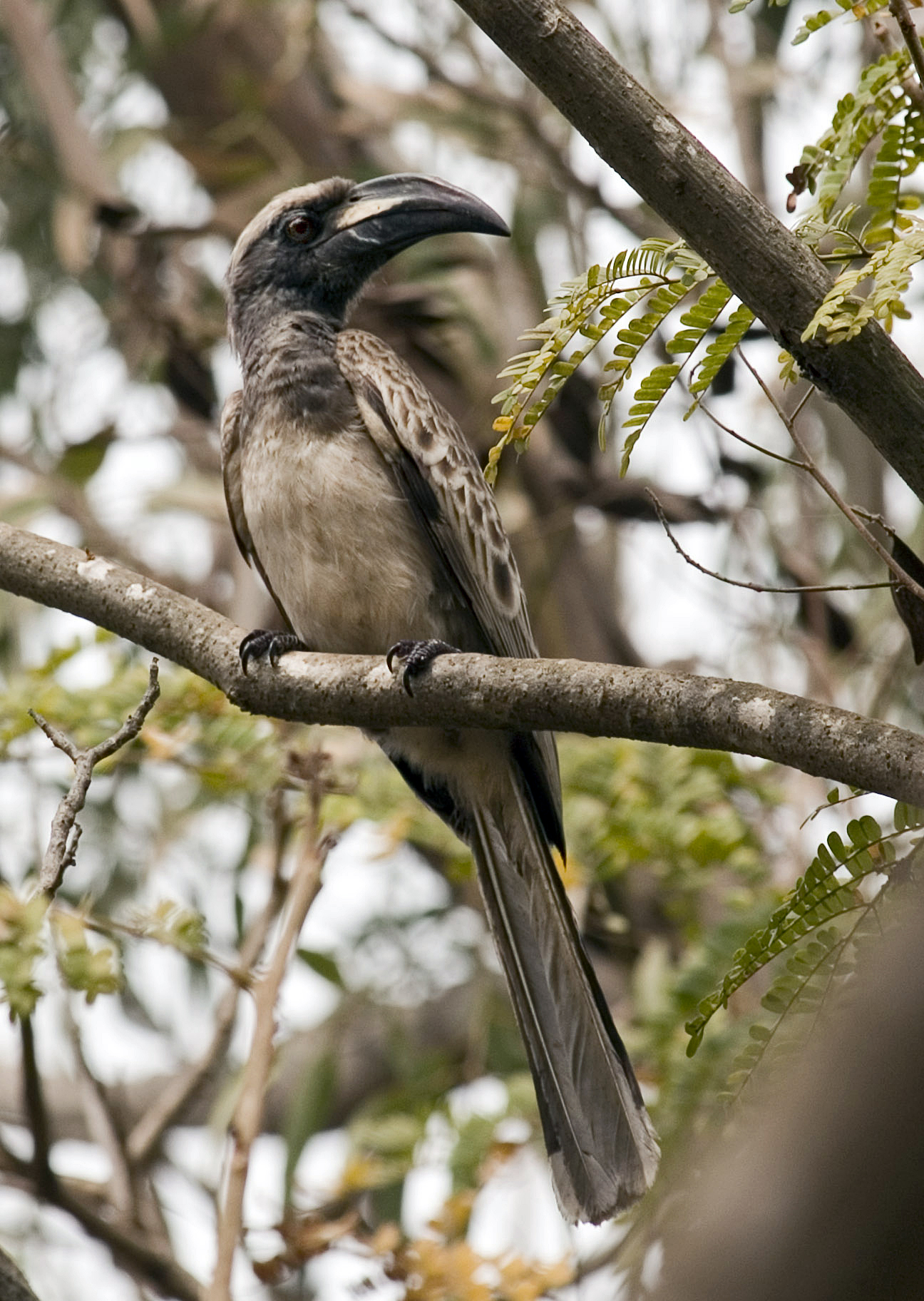
szürke tokó (Tockus nasutus)
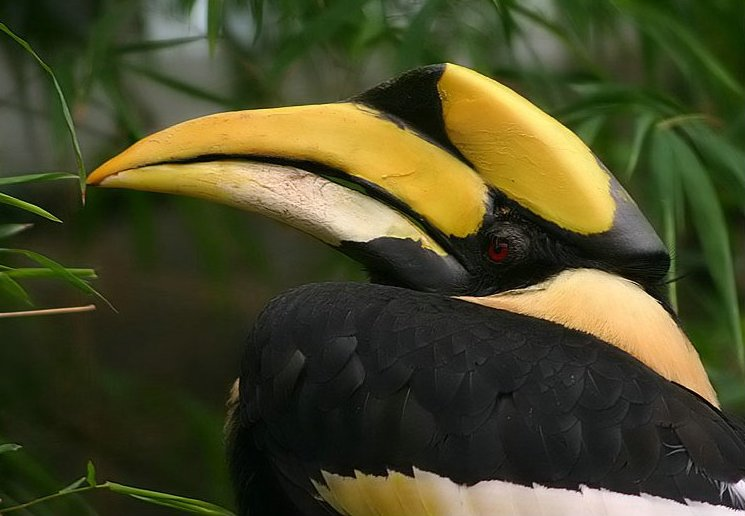
homrai (Buceros bicornis)
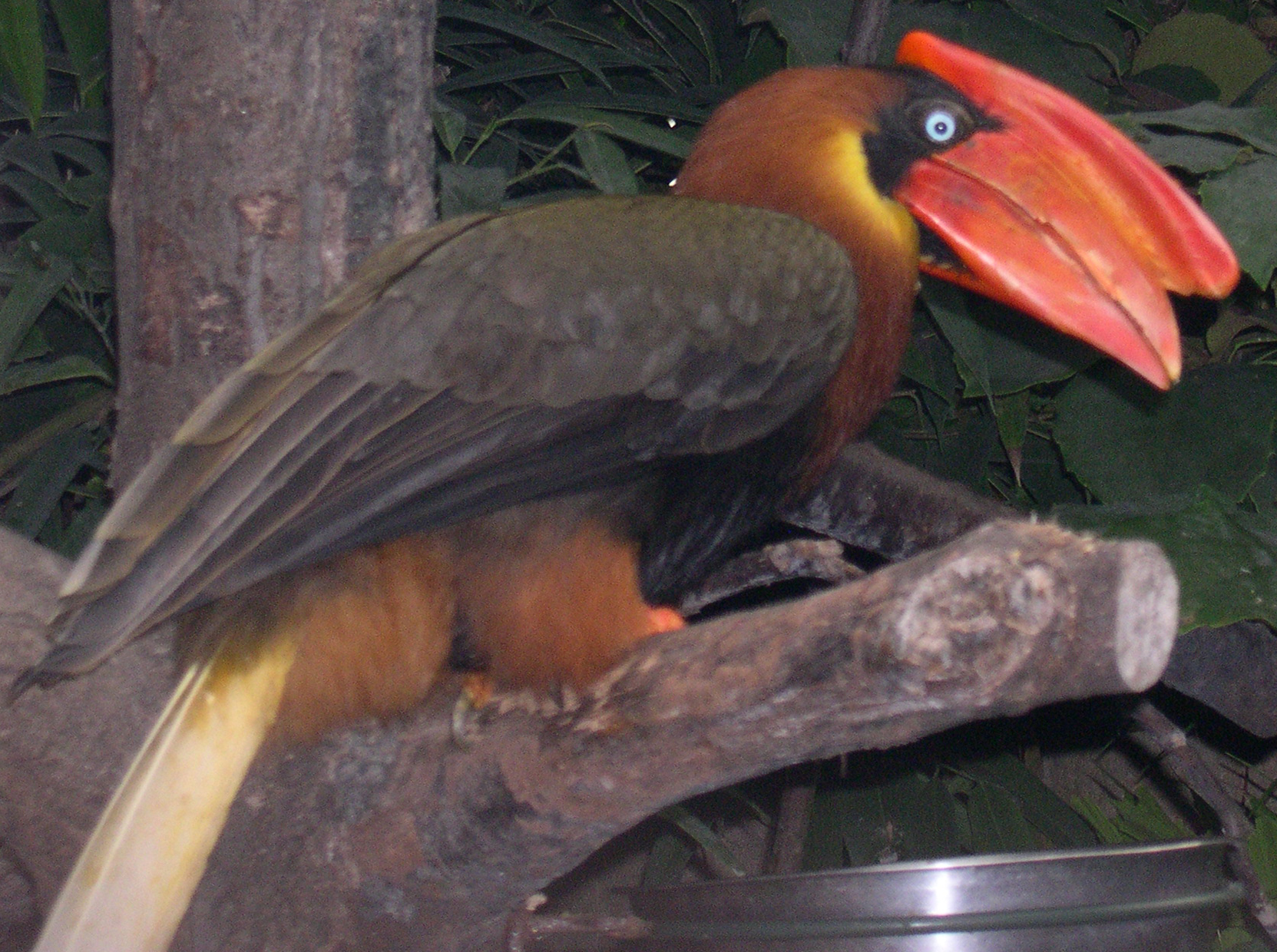
tűzvörös szarvascsőrű (Buceros hydrocorax)
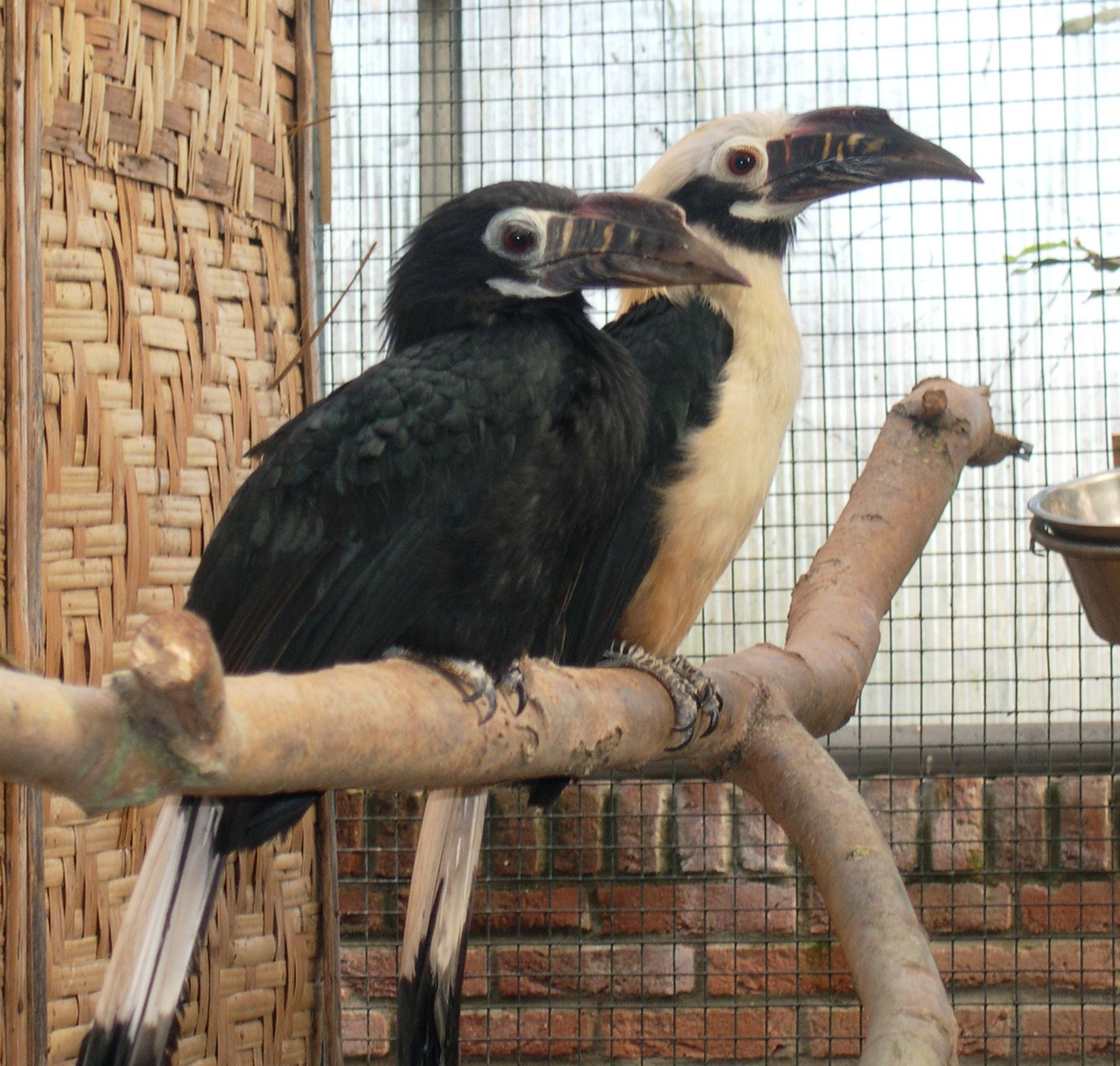
tariktik szarvascsőrű (Penelopides panini)
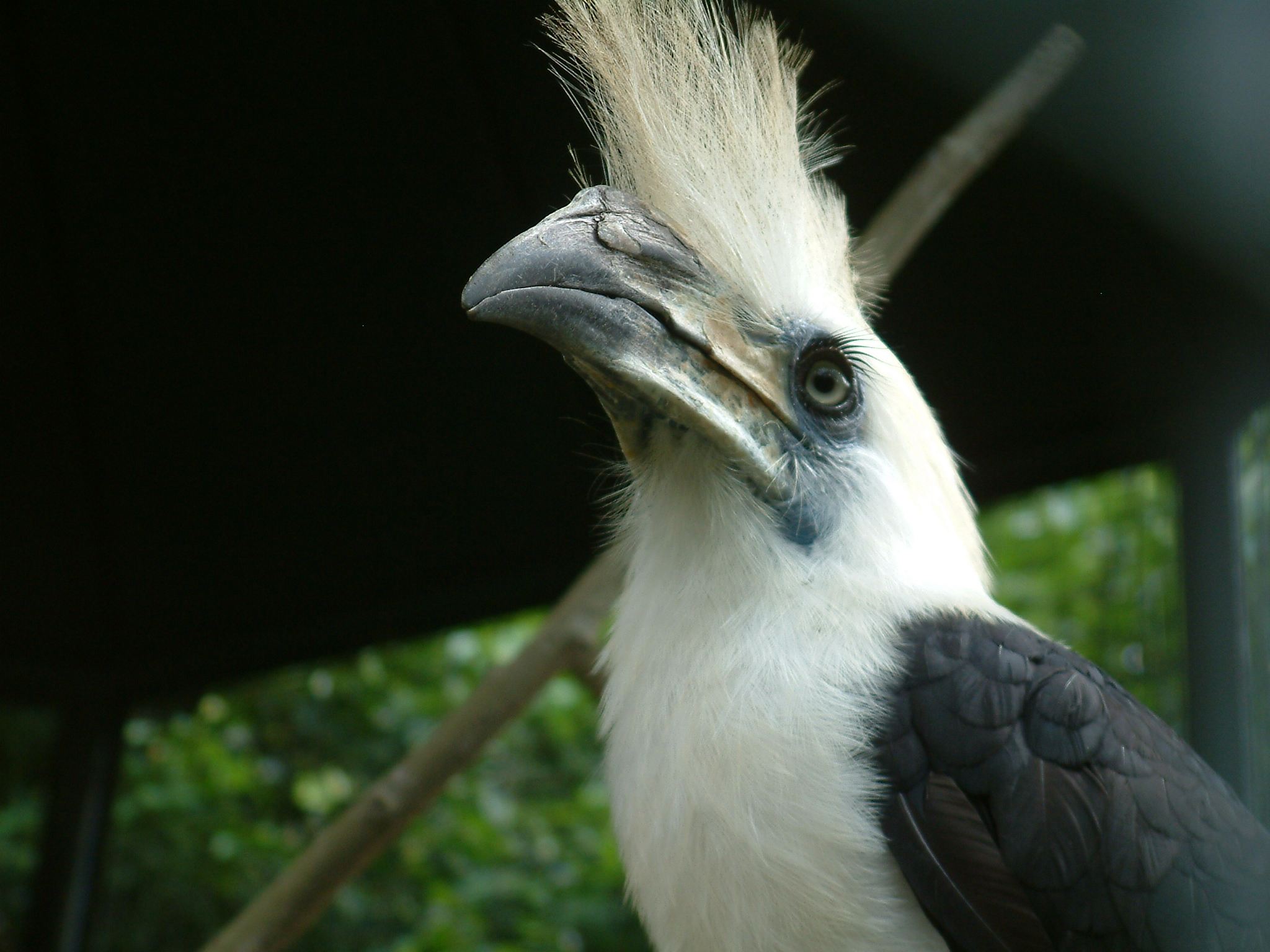
üstökös szarvascsőrű (Aceros comatus)
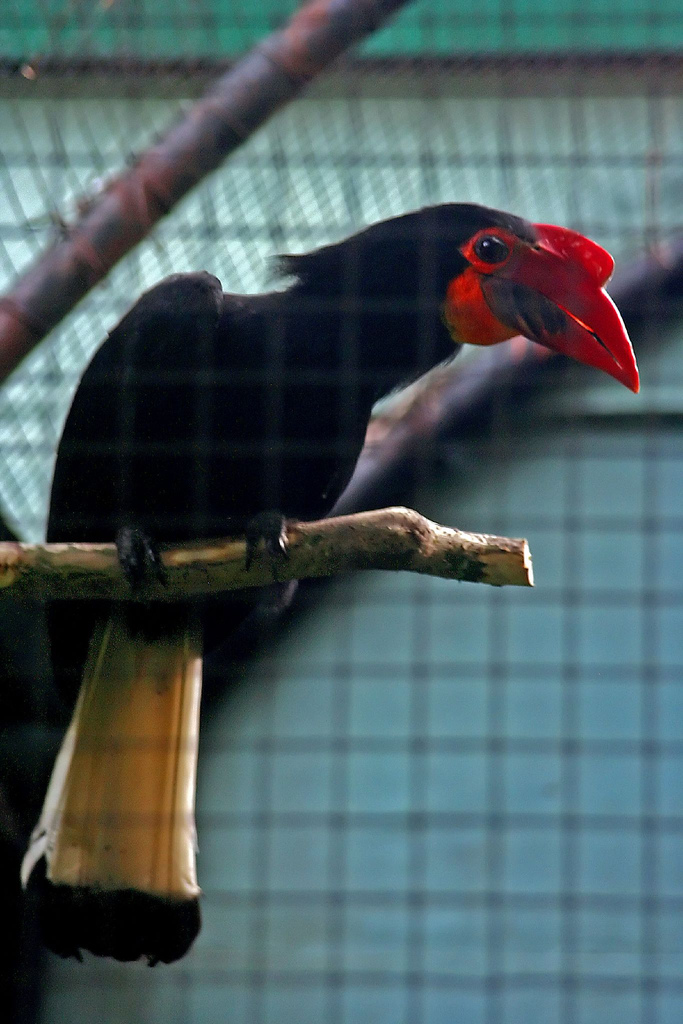
sárganyakú szarvascsőrű (Aceros leucocephalus)
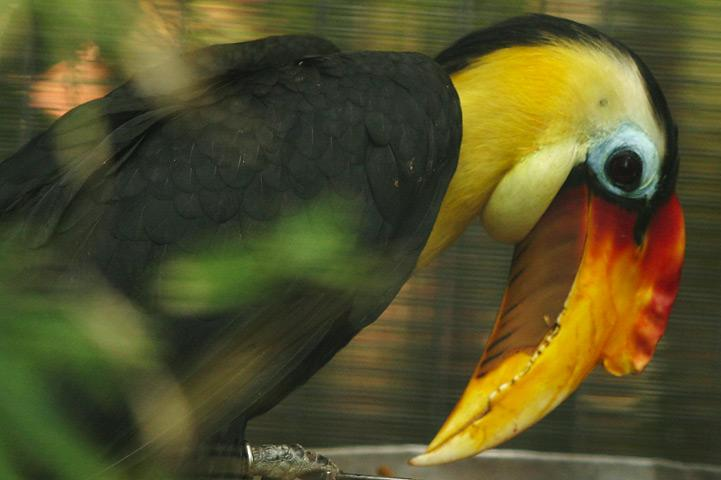
ráncos szarvascsőrű (Aceros corrugatus)
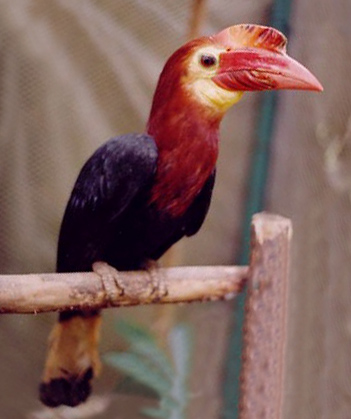
vörösnyakú szarvascsőrű (Aceros waldeni)
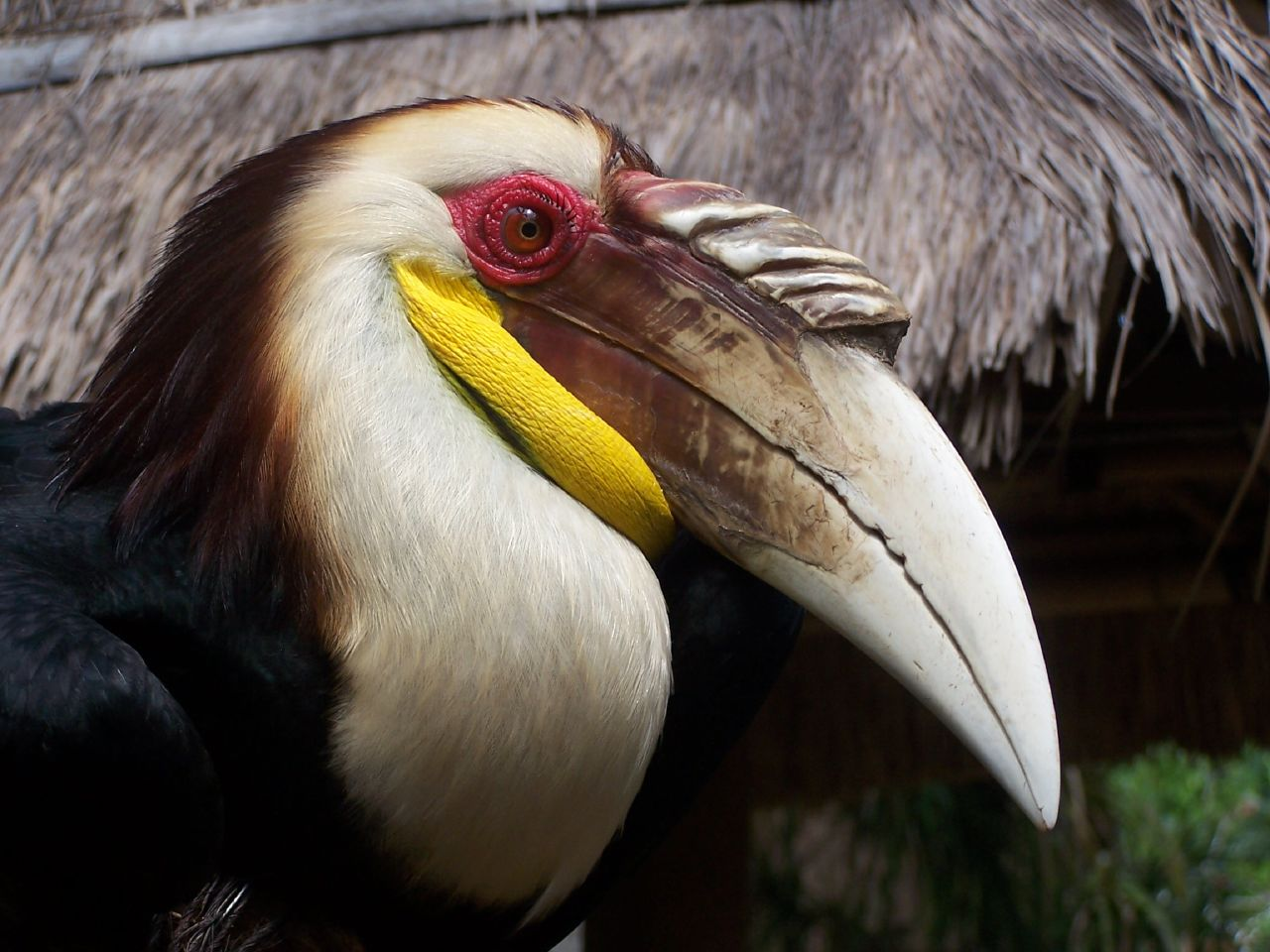
goge (Aceros undulatus)
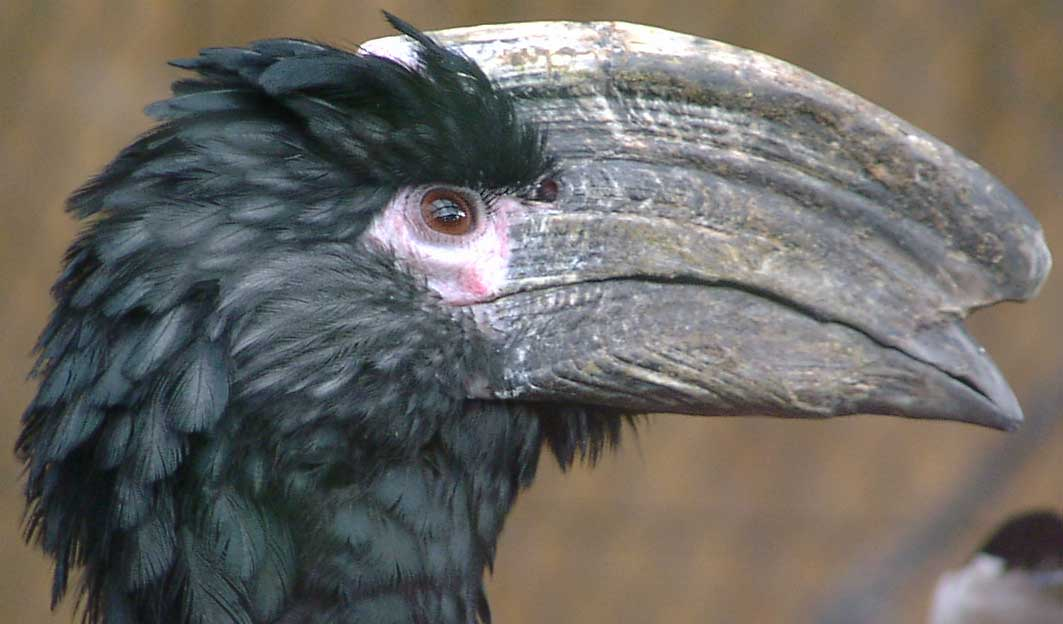
trombitás szarvascsőrű (Ceratogymna bucinator)
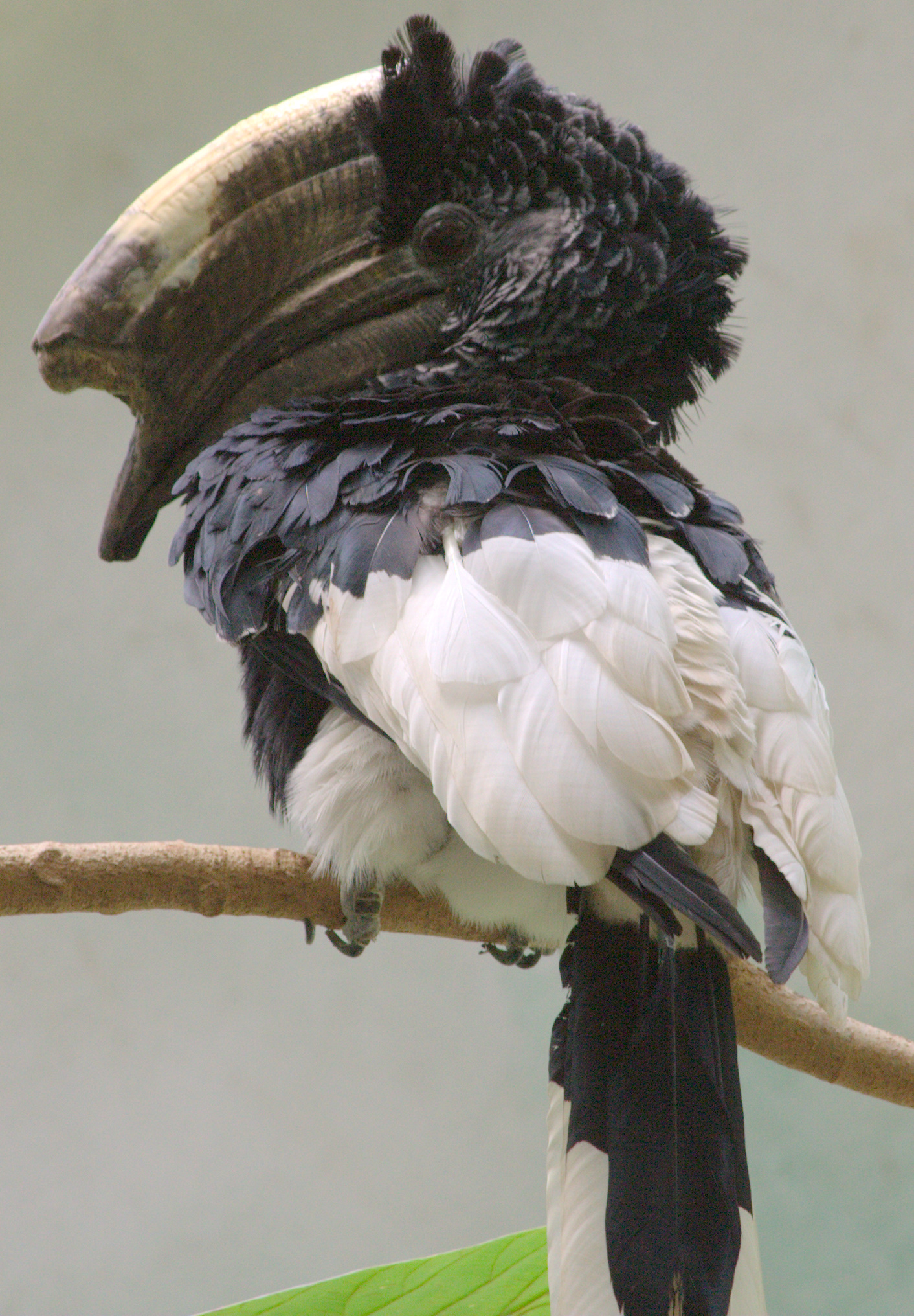
szürkeképű szarvascsőrű (Bycanistes subcylindricus)